# Киш
Киш е древен шумерски град в Месопотамия, чието местоположение е на 18 км североизточно от Вавилон.
Градът е издигнат в края на 4-то хилядолетие пр.н.е. на местото на съществувало предходно древно селище. Богът на Киш е Забаба. Към градската агломерация се отнася и по-новия град към него – Хурсанг-Калама (в буквален превод от шумерски „гористия хълм на страната“).
В 28 век пр.н.е. Киш е център на първата шумерска протодържавна или най-точно общностна/общинска асоциация под формата на социално обединение за опазване и защита на града и околността. В раннодинастичния период Киш е управляван от полулегендарната първа династия на Киш, известна само от „Списъкът на царете“.
До 26 век пр.н.е. владетелите на Киш са най-мощните в Северна Месопотамия. При археологически разкопки е намерен и датиран от около 3500 г. пр.н.е. най-древният все още протоклинопис, известен като табличка от Киш. През 27 век пр.н.е. Киш започва постепенно да губи първенстващата си роля за сметка на съседния Урук.
През 24 век пр.н.е. Киш е разрушен от шумерския цар Лугалзагизи, но скоро след това е възстановен от източносемитския акадски цар Саргон Велики. По-късно Киш няма самостоятелна роля в древната месопотамска история, като остава провинциален център във Вавилония, както и при Ахеменидите, Партия и Сасанидите.